# Maud Adams
Maud Adams, geboren als Maud Solveig Christina Wikström (Luleå, 12 februari 1945), is een Zweeds actrice, die vooral bekend is van haar rollen als bondgirl in de James Bondfilms The Man with the Golden Gun (1974) en Octopussy (1983).

## Biografie

### Vroege jaren
Adams werd geboren als de dochter van Thyra, een belastinginspecteur voor de overheid, en Gustav Wikström, een accountant. Ze werd in 1963 in een winkel door een fotograaf ontdekt, die een foto van haar wilde maken. De foto zond hij in als kandidaat voor de nieuwe Miss Zweden een wedstrijd die werd georganiseerd door het Noorse tijdschrift Allers. Adams won de wedstrijd en daarmee was haar carrière als model begonnen.

### Carrière
Ze verhuisde naar Parijs en later naar New York om te werken voor Eileen Ford, en in die tijd was ze een van de best betaalde en gevraagde modellen ter wereld. Haar acteercarrière begon in 1970, toen ze werd gevraagd voor de film The Boys in the Band, waarin ze als model te zien is in de openingsscène. In de jaren 70 had ze gastoptredens in Amerikaanse televisieseries als Hawaii Five-O en Kojak. Ze presenteerde in 1994 de Zweedse televisieshow Kafé Luleå en had in 1998 een gastrol in de Zweedse soapserie Vita lögner.
Bij het grote publiek werd Adams bekend met haar rollen in twee James Bondfilms: in 1974 was ze te zien als Andrea Anders in The Man with the Golden Gun, en in 1983 als Octopussy in de gelijknamige film. In beide films had ze een Zweedse medespeler, respectievelijk Britt Ekland als Mary Goodnight en Kristina Wayborn als Magda. De rol in Octopussy leverde haar een nominatie op voor de Saturn Award in de categorie "Beste vrouwelijke bijrol". Tot op heden is Adams de enige bondgirl die in drie films te zien is, daar ze tevens figureerde in de Bondfilm A View to a Kill uit 1985.

### Privéleven
Adams was van 1966 tot 1975 getrouwd met fotograaf Roy Adams. Met haar tweede man, rechter Charles Rubin, trouwde ze op 23 mei 1999. Ze heeft geen kinderen.

## Filmografie
Het betreft hier slechts een kleine selectie
- 1970 - The Boys in the Band - Fotomodel
- 1974 - The Man with the Golden Gun - Andrea Anders
- 1975 - Rollerball - Ella
- 1978 - Starsky and Hutch: Cover Girl - Kate Larrabee
- 1981 - Tattoo - Maddy
- 1983 - Octopussy - Octopussy
- 1985 - A View to a Kill - (cameo, niet vermeld)